# Forepark (metro- en sneltramhalte)
Forepark is een station van drie lijnen van RandstadRail, gelegen nabij industrieterrein Forepark in het Haagse stadsdeel Leidschenveen-Ypenburg. Het station bestaat uit een op een viaduct gelegen eilandperron met een laag gedeelte voor tramlijnen 3, 4 en 34 en een hoog gedeelte voor metrolijn E.
De naam Forepark verwijst naar het gelijknamige bedrijventerrein langs de snelwegen A4 en A12, waar sinds 2007 ook het voetbalstadion van ADO Den Haag ligt.

## Geschiedenis
Het station werd op 3 september 2007 in gebruik genomen voor de RandstadRail Erasmuslijn (vanaf december 2009 RandstadRail metrolijn E geheten), tegelijk met de heringebruikname van het traject Nootdorp - Den Haag Centraal. Sinds oktober 2007 halteren op Forepark ook RandstadRail 3 en RandstadRail 4. Sinds 23 juli 2020 halteert op Forepark ook RandstadRail 34. Beneden zijn er nog wel perrons, maar een buslijn komt er sinds 2012 niet meer.

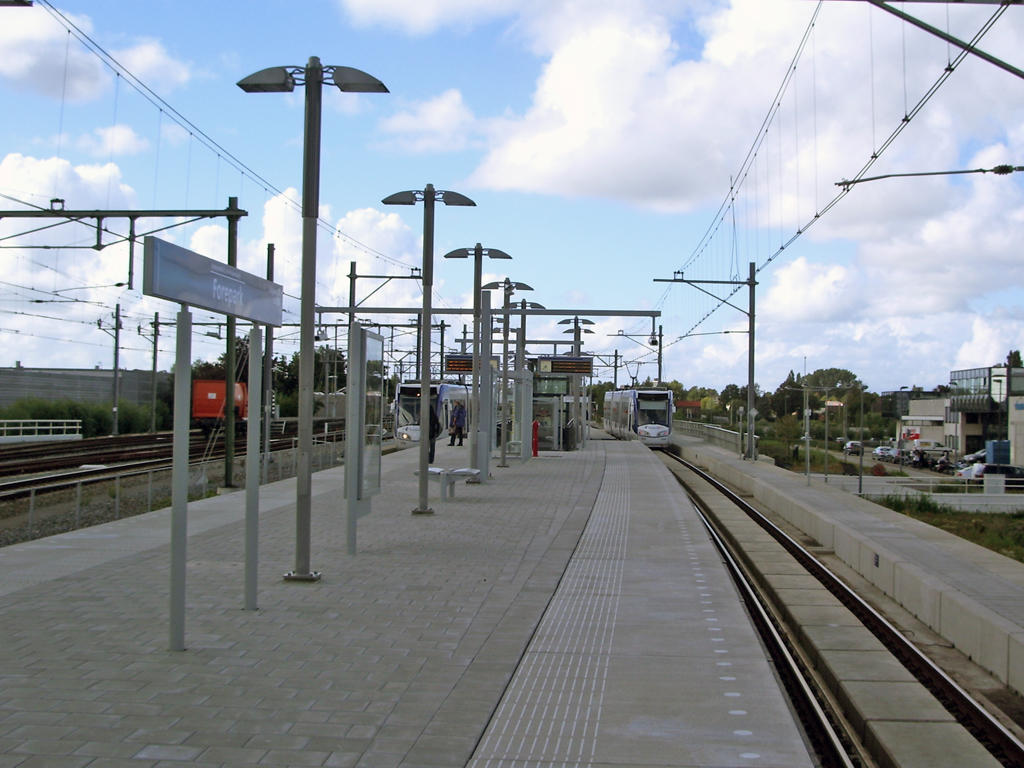
Station Forepark, met op de voorgrond het hoge, en daarachter het lage perron.

Arnold Spoelplein ·
Pisuissestraat ·
Mozartlaan ·
Heliotrooplaan ·
Muurbloemweg ·
Hoefbladlaan ·
De Savornin Lohmanplein ·
Appelstraat ·
Zonnebloemstraat ·
Azaleaplein ·
Goudenregenstraat ·
Fahrenheitstraat ·
Valkenbosplein ·
Conradkade ·
Van Speijkstraat ·
Elandstraat ·
HMC Westeinde ·
Brouwersgracht ·
Grote Markt ·
Spui ·
Centraal Station (NS) ·
Beatrixkwartier ·
Laan van NOI (NS) ·
Voorburg 't Loo ·
Leidschendam-Voorburg ·
Forepark ·
Leidschenveen ·
Voorweg Laag ·
Centrum-West ·
Stadhuis ·
Palenstein ·
Seghwaert ·
Leidsewallen ·
De Leyens ·
Buytenwegh ·
Voorweg Hoog ·
Meerzicht ·
Driemanspolder (NS) ·
Delftsewallen ·
Dorp ·
Centrum-West
De Uithof · 
Beresteinlaan ·
Bouwlustlaan ·
De Rade ·
Dedemsvaartweg ·
Zuidwoldepad ·
Leyenburg ·
Monnickendamplein ·
Tienhovenselaan ·
Dierenselaan ·
De la Reyweg ·
Monstersestraat ·
HMC Westeinde ·
Brouwersgracht ·
Grote Markt ·
Spui ·
Centraal Station (NS) ·
Beatrixkwartier ·
Laan van NOI (NS) ·
Voorburg 't Loo ·
Leidschendam-Voorburg ·
Forepark ·
Leidschenveen ·
Voorweg Laag ·
Centrum-West ·
Stadhuis ·
Palenstein ·
Seghwaert ·
Willem Dreeslaan ·
Oosterheem ·
Javalaan ·
Van Tuyllpark ·
Lansingerland-Zoetermeer (NS)
Den Haag Centraal  · Laan van NOI  · Voorburg 't Loo · Leidschendam-Voorburg · Forepark · Leidschenveen · Nootdorp · Pijnacker Centrum · Pijnacker Zuid · Berkel Westpolder · Rodenrijs · Meijersplein/Airport · Melanchthonweg · Blijdorp · Rotterdam Centraal  · Stadhuis · Beurs · Leuvehaven · Wilhelminaplein · Rijnhaven · Maashaven · Zuidplein · Slinge